# Фројденберг (Зигерланд)
Фројденберг (њем. Freudenberg) град је у њемачкој савезној држави Северна Рајна-Вестфалија. Једно је од 11 општинских средишта округа Зиген-Витгенштајн. Према процјени из 2010. у граду је живјело 18.556 становника. Посједује регионалну шифру (AGS) 5970016, NUTS (DEA5A) и LOCODE (DE FGB) код.

## Географски и демографски подаци
Фројденберг се налази у савезној држави Северна Рајна-Вестфалија у округу Зиген-Витгенштајн. Град се налази на надморској висини од 330 метара. Површина општине износи 54,5 km². У самом граду је, према процјени из 2010. године, живјело 18.556 становника. Просјечна густина становништва износи 341 становника/km².

## Међународна сарадња
| Мјесто | Држава   | Врста сарадње | Од    |
| ------ | -------- | ------------- | ----- |
| Мор    | Мађарска | партнерство   | 1990. |
| Извор  |          |               |       |